# Vruchtbare Sikkel Unie
De Vruchtbare Sikkel Unie was een Iraaks Hasjemitisch voorstel voor de vereniging van het Koninkrijk Irak met het Mandaat Syrië (inclusief het Mandaat Libanon), het Mandaat Palestina en Transjordanië. Nuri al-Said, premier van Irak, presenteerde het plan aan Britse functionarissen tijdens de Tweede Wereldoorlog, toen bleek dat Frankrijk te zwak was geworden om Syrië vast te houden.
De tweede Volkspartij, die de Noord-Syrische commerciële belangen en grondbezit vertegenwoordigt, was voorstander van de Vruchtbare Sikkel Unie en nam diplomatieke stappen om het uit te voeren. De Nationale Partij en facties in het leger waren echter vastbesloten om alle plannen voor eenheid met Irak te blokkeren zolang het een militair verdrag met Groot-Brittannië had. Het werd ook tegengewerkt door Syriërs die niet onder een monarchie of in een pro-Britse staat wilden leven. Het plan kwam het dichtst in de buurt tijdens het regime (augustus-december 1949) van kolonel Sami al-Hinnawi, die een regering van de Volkspartij had geïnstalleerd die onderhandelingen begon om eenheid te bereiken. De kans werd afgebroken door de staatsgreep van kolonel Adib Shishakli. Elke vage hoop die overbleef voor de Vruchtbare Sikkel Unie eindigde met de omverwerping van de Iraakse monarchie in juli 1958.
Aspiraties om de Vruchtbare Sikkel-staten te verenigen bleven bestaan.